# Diamond Jubilee
'Diamond Jubilee' (en français jubilé de diamant) est un cultivar de rosier obtenu en 1947 par le rosiériste américain Eugene Boerner (1893-1966).
Le cultivar est issu du croisement entre la rose 'Maréchal Niel' (Pradel, 1864) et la 'Feu Pernet-Ducher' (Mallerin, 1935) .

## Description
Ce rosier hybride de thé présente de grandes fleurs doubles jaune chamois (26-40 pétales) fortement parfumées qui font tout son attrait. Elles s'éclaircissent au fur et à mesure de la floraison. Elles sont en forme de coupe de 28 pétales. La floraison est remontante jusqu'aux gelées. Il nécessite une situation ensoleillée, mais ses roses ne souffrent pas de la pluie.
Son buisson au feuillage vert sombre et brillant, et à port érigé, peut s'élever à 120 cm. Il est parfait pour les massifs et les fleurs à couper. Il faut le tailler avant le début du printemps.
Sa zone de rusticité est de 6b à 9b. Il résiste donc aux hivers rigoureux.

## Descendance
Le  'Diamond Jubilee' est à l'origine d'autres croisements. On peut notamment citer la rose 'Norwich Cathedral' par Beales en 1997, de couleur jaune, et la 'Polynesian Sunset' par Boerner en 1965 croisée avec la 'Hawaï', de couleur rose orangé.

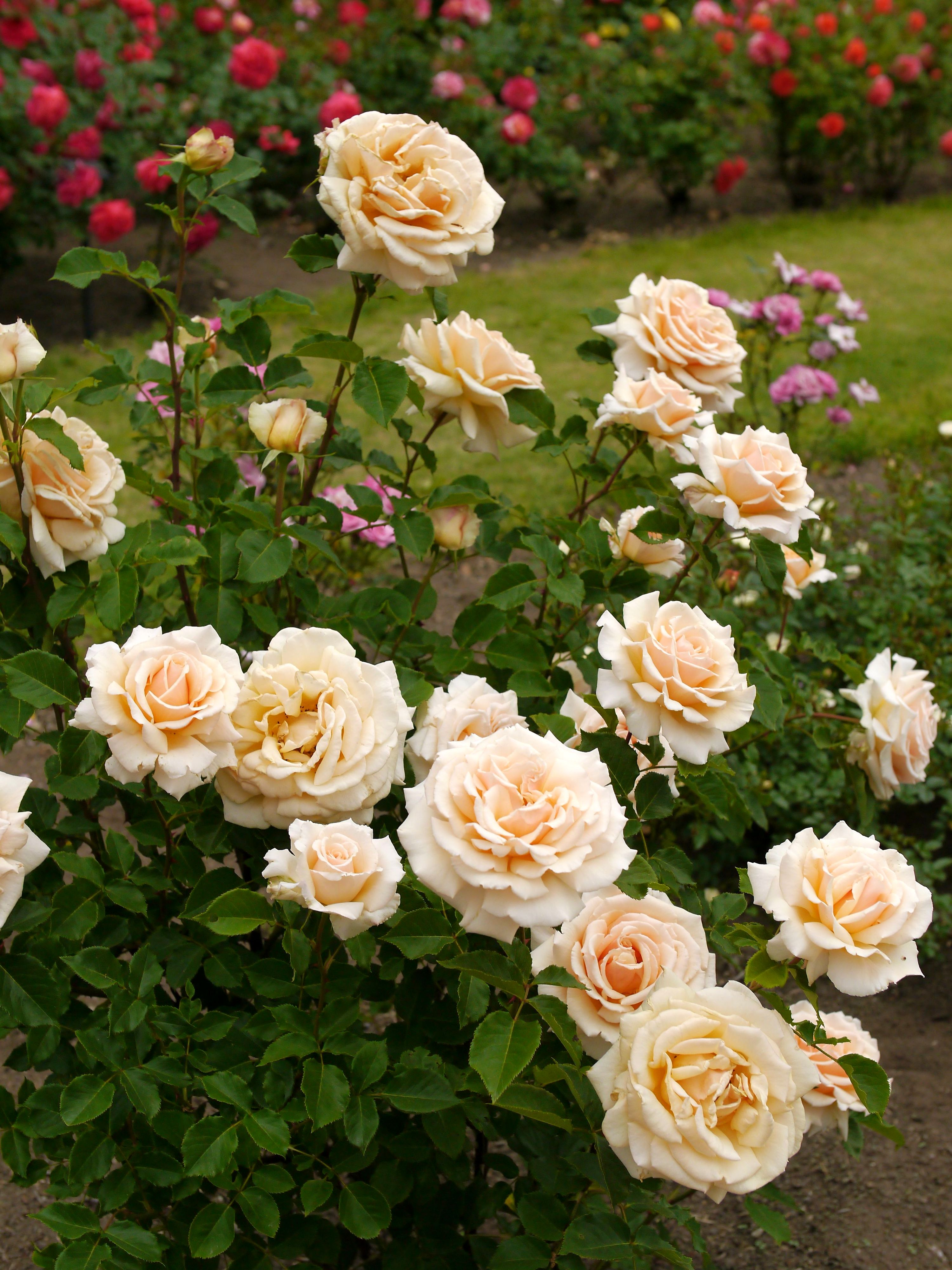
Buisson de 'Diamond Jubilee' au Japon.

## Distinctions
La rose 'Diamond Jubilee' obtint deux récompenses. L'All-America Rose Selections en 1948 et le RNRS Trial Ground Certificate par la société royale nationale des roses, association britannique, en 1952.